# ГЕС Агва-дель-Торо
ГЕС Агва-дель-Торо (ісп. Embalse Agua del Toro) – гідроелектростанція в центральній Аргентині в провінції Мендоса. Знаходячись перед ГЕС Reyunos, становить верхній ступінь в каскаді на річці Діама́нте, правій притоці Десагуаде́ро, яка в свою чергу є лівою притокою Ріо-Колорадо, що впадає в Атлантичний океан за сотню кілометрів південніше від Баїя-Бланки.
В межах проекту річку перекрили бетонною арковою греблю висотою 119 метрів та довжиною 325 метрів, яка потребувала 450 тис м3 матеріалу. Вона утримує водосховище з площею поверхні 10,8 км2, глибиною від 36 до 119 метрів та об’ємом 437 млн м3, в якому можливе коливання рівня поверхні між позначками 1308,5 та 1338,5 метрів НРМ.
Від сховища до розташованого за 4,2 км машинного залу прокладено дериваційний тунель, який прямує під лівобережним гірським масивом та на завершальному етапі сполучений з надземним балансувальним резервуаром баштового типу. Основне обладнання станції складають дві турбіни типу Френсіс потужністю по 75 МВт, які при напорі 101,5 метра забезпечують виробництво 350 млн кВт-год електроенергії на рік.
Окрім гідроенергетичної, комплекс виконує функції захисту від повеней та зрошення.